# 浮生三記
《浮生三記》（英語：Three Chapters of a Floating Life）是香港亞洲電視拍攝製作的清裝劇集，由賴水清監製兼編導，劇集於1983年3月首播，共10集。主演有潘志文、謂詩明、阮佩珍、李岡、黎萱等人。
本劇改編自清代作家沈復小說《浮生六記》中沈三白和芸娘之間的故事。
此劇首開香港電視劇前往中國大陸取景的先河。

## 演員表
- 潘志文 飾 沈三白
- 謂詩明 飾 陳芸
- 阮佩珍 飾 憨園
- 李岡 飾 沈啟堂
- 黎萱 飾 沈夫人
- 李亨 飾 沈稼夫
- 江濤 飾 華大成
- 朱承彩 飾 溫冷香
- 周美玲 飾 方慧蘭
- 熊德誠 飾 陳昇
- 凌文海 飾 楊宏
- 蔡國慶 飾 竹逸
- 陳中堅 飾 趙省齋
- 梁漢威 飾 魯半舫
- 林淑嫻 飾 夏金蘭
- 黃英波 飾 愈六姑
- 吳鳳華 飾 王瑤
- 溫雙燕 飾 姚姬